# Sanftanlauf
Als Sanftanlauf (engl. Softstart) werden Maßnahmen zur Leistungsbegrenzung beim Einschalten eines elektrischen Gerätes, meist eines größeren Netzteiles oder elektrischen Motors, bezeichnet.
Zum einen wird dadurch der Einschaltstrom des Gerätes verringert (Einschaltstrombegrenzung), bei großen Lasten wird damit auch das Ansprechen eines Leitungsschutzschalters oder ein starker Spannungseinbruch der Netzspannung vermieden. Zum anderen werden die von Motoren angetriebenen mechanischen Komponenten vor allzu großen Drehmomenten und Beschleunigungen geschützt. Vor allem bei handgehaltenen Geräten (z. B. Winkelschleifer) ist auch die Reduktion der Reaktionskräfte beim Anlauf von Bedeutung.

## Einschaltstrombegrenzung

### Mit Widerstand
Eine Einschaltstrombegrenzung kann durch einen in Reihe zum Verbraucher geschalteten Widerstand erreicht werden. Ist dies ein ohmscher Widerstand, darf er nur beim Einschalten in der Stromleitung liegen und muss später im Normalbetrieb durch ein Relais, einen Thyristor oder einen Triac überbrückt werden. Solche Einschaltstrombegrenzer werden auch als „spannungsgesteuert“ bezeichnet, weil die Überbrückung kurz nach Einschalten der Spannung durch diese bewirkt wird.
Vorteil dieser Variante im Vergleich zur Einschaltstrombegrenzung mit Heißleitern ist, dass auch bei einem erneuten Einschalten kurz nach dem Ausschalten der Strom begrenzt wird. Allerdings kann sich der Widerstand sowohl bei häufigem Aus- und Einschalten in kurzer Folge als auch bei defekter oder ausbleibender Überbrückung überhitzen und schlimmstenfalls einen Brand verursachen. Deswegen sollten Maßnahmen dagegen getroffen werden, wie beispielsweise die Verwendung von schwer entflammbaren Widerständen, solchen mit eingebauter Sicherungswirkung (z. B. Schmelzdrahtwiderstand) oder einer separaten Sicherung im Widerstandskreis. Außerdem sind solche Einschaltstrombegrenzer während des Einschaltens nicht kurzschlussfest.
Eine recht seltene Art der Widerstandsüberbrückung sind Einschalter mit einem pneumatisch oder hydraulisch verzögerten zweiten Schaltweg. Der zweite, verzögert schließende Schalter überbrückt im Betrieb den der Einschaltstrombegrenzung dienenden Widerstand. Diese Schalter funktionieren nur, wenn sie selbst ausgeschaltet werden, nicht jedoch, wenn das Gerät anderweitig vom Netz getrennt und wieder zugeschaltet wird. Dieses Prinzip findet man an größeren Winkelschleifern, die den Überbrückungskontakt für den Anlaufwiderstand mit einer hochviskosen Öl-/Fettfüllung verzögern.

### Mit Heißleiter (NTC)

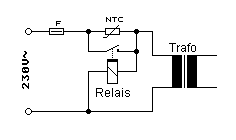
Einschaltverzögerung mit NTC

Bei Netzteilen wird als Einschaltstrombegrenzer meist ein Heißleiter (NTC-Widerstand) verwendet, der in Serie zum Verbraucher geschaltet wird, jedoch nicht unbedingt überbrückt zu werden braucht. Er begrenzt wegen seines hohen Widerstands im kalten Zustand den Strom nach dem Einschalten. Später erwärmt er sich durch den Stromfluss, verringert seinen Widerstand und verursacht dann nur noch geringe Verluste, um seine Eigentemperatur aufrechtzuerhalten.
Nach dem Ausschalten des Geräts muss eine gewisse Zeit (oft mehrere Minuten) gewartet werden, bis der Heißleiter wieder abgekühlt ist, ansonsten wird beim erneuten Einschalten der Strom nicht mehr ausreichend begrenzt. Diese Zeit kann man erheblich verkürzen, wenn man wenige Millisekunden nach dem Einschalten den NTC mit einem Relais überbrückt, wie im Bild gezeigt wird.
Overhead-Projektoren werden oft mehrmals täglich ein- und ausgeschaltet, was den strombegrenzenden NTC stark belastet, so dass er oft schon nach relativ kurzer Zeit ausfällt. Man kann die Zeit bis zum Ausfall des Geräts verlängern, indem man zwei parallelgeschaltete NTCs vorsieht, weil so beim Ausfall eines NTC der zweite seine Funktion übernimmt.
NTC-Einschaltstrombegrenzer sind in der Regel im Gerät eingebaut, da der NTC-Typ auf die Last abgestimmt sein muss. Sie können seltener aber auch ein eigenes Gehäuse in Form eines Zwischensteckers haben.
Zur Einschaltstrombegrenzung vorgesehene Heißleiter bzw. NTC-Widerstände sind durch ihren maximalen Betriebsstrom (Nennstrom), den Kaltwiderstand und die Einschaltcharakteristik des angeschlossenen Verbrauchers spezifiziert. Hierzu wird vom Hersteller neben dem Nennstrom und dem Kaltwiderstand das maximale Stromintegral I2·t oder der maximal zulässige Wert des nachfolgenden Lade- bzw. Siebkondensators angegeben. Der Kaltwiderstand (meist als R25 für 25 °C angegeben) bestimmt den maximalen Einschaltstrom, wenn das Bauteil abgekühlt ist. Typische Widerstandswerte sind 5…25 Ohm, so dass Leitungsschutzschalter gerade noch nicht ansprechen.

### Mit Phasenanschnitt

Leistungsregelung am steuerbaren Gleichrichter durch Verschiebung der Thyristor-Einschaltzeitpunkte. Der Thyristor sitzt hierbei nach dem Gleichrichter

Zur Einschaltstrombegrenzung induktiver Verbraucher (u. a. Transformatoren, Motoren von Winkelschleifern und Staubsaugern) werden oft phasenanschnittgesteuerte Thyristoren oder Triac benutzt. Diese Baugruppen steuern den Stromflusswinkel allmählich in Form einer Rampe auf den vollen Wert. Oft können sie gleichzeitig als Leistungssteller dienen.
Eine Variante zum Begrenzen der Einschaltströme von Transformatoren sind elektronische Einschaltstrombegrenzer oder Trafoschaltrelais. Bei ihnen werden die Thyristoren nach dem Einschalten mit einem Relaiskontakt überbrückt. Solche Vorschaltgeräte erwärmen sich nicht und vermeiden den Einschaltstrom auch bei wiederholtem Einschalten und beherrschen auch Ausfälle nur einer Netz-Halbwelle, welche sonst bei Netzwiederkehr den angeschlossenen Transformator stark in die Sättigung treiben würden.
Grundsätzlich wird zwischen Zweiphasen- und Dreiphasen-Sanftanlaufgeräten für Motoren unterschieden. Die Zweiphasen-Sanftanlaufgeräte sind in der Anschaffung günstiger als die Dreiphasen-Sanftanlaufgeräte, haben jedoch den Nachteil, dass sie durch die beiden geschalteten Phasen Spannungsunsymmetrien erzeugen und damit die Gleichspannungskomponenten im Läufer elliptische Drehfelder verursachen. Dieses äußert sich durch einen „unrunden“ Anlauf, der deutlich hörbar ist. Auch für die Lager und Getriebe ist dieses Startverfahren nicht vorteilhaft. Einige Hersteller dieser Zweiphasen-Sanftanlaufgeräte versuchen mit speziellen Ansteuerungsfahren diese Nachteile zu kompensieren. Die bessere Technik ist jedoch das dreiphasige Schalten. Zusätzlich wird bei den Dreiphasen-Sanftanlaufgeräten zwischen der IN-LINE-Schaltung und der IN-DELTA-Schaltung unterschieden. IN-LINE heißt, dass der Sanftanlauf zwischen Motorschutzschalter und Motor schaltet. Dabei muss der Sanftanlauf auf den Leiterstrom ausgelegt werden, wofür 3 Leiter + PE benötigt werden. IN-DELTA heißt, dass der Sanftanlauf in die drei Wicklungsstränge des Motors geschaltet wird. Dabei sind 6 Leiter + PE vom Motor zum Schaltschrank erforderlich. Der Vorteil der DELTA-Schaltung ist jedoch der um dem Faktor Wurzel 3 geringere Strangstrom (Strangstrom = 58 % Leiterstrom), was in kleineren Baugrößen der Sanftanlaufgeräte und geringerer Verlustleistung resultiert.

## Einschaltstrombegrenzung und Softstart bei Netzteilen
Bei Netzteilen fließt nach dem Einschalten zunächst ein hoher Strom, weil zuerst die Zwischenkreiskondensatoren aufgeladen werden. Auch Netztransformatoren, besonders Ringkerntransformatoren, können einen hohen Einschaltstromstoß verursachen.
Mögliche Maßnahmen gegen den hohen Einschaltstrom bei primärseitig schaltenden Schaltnetzteilen und auch großen Netztransformatoren sind Einschaltstrombegrenzer mit Widerstand oder Heißleitern, wie sie oben beschrieben wurden. Transformatorschaltrelais eignen sich besonders zum sanften Einschalten von Transformatoren. In einer Sonderbauform können damit auch Schaltnetzteile sanft eingeschaltet werden.
Die Steuerung von Schaltnetzteilen erhöht die Ausgangsspannung darüber hinaus meist langsam (soft start), sodass der Einschaltstrom nicht noch zusätzlich durch die Last und die Ausgangskondensatoren erhöht wird.
Einschaltstrombegrenzer mit Phasenanschnittsteuerung werden bei primär getakteten Schaltnetzteilen nur in dafür angepasste Sonderbauformen eingesetzt, weil ein Schaltnetzteil eine kapazitive Last darstellt, die bei einer nicht angepassten Phasenanschnittsteuerung hohe Stromspitzen verursacht.
Schaltnetzteile mit aktiver elektronischer Leistungsfaktorkorrektur (PFC) haben ebenfalls das Problem eines hohen Einschaltstroms, der im Moment des Einschaltens über die Drossel und die Diode des Aufwärtswandlers in den Ladekondensator der Gleichstrom-Zwischenschiene fließt, bis dieser auf die Scheitelspannung geladen ist. Da die Drossel eine geringe Induktivität hat, weil sie für die PFC nur bei hohen Frequenzen betrieben wird, begrenzt sie den Strom nur wenig. Daher besitzen solche Schaltnetzteile meist ebenfalls einen NTC als Einschaltstrombegrenzung.
Netzteile mit passiver Leistungsfaktorkorrektur besitzen hingegen im Eingang eine Drossel höherer Induktivität (für Netzfrequenz). Dadurch wird der Einschaltstrom oft ausreichend begrenzt.

## Sanftanlauf von Motoren

Verschiedene Startermethoden von Asynchronmotoren

Ein Universalmotor bzw. Reihenschlussmotor beschleunigt ohne Sanftanlauf mit hoher Leistung und liefert dabei das höchste Drehmoment – das Haltemoment – aus dem Stillstand heraus. Der Anlaufstrom ist hoch, trägt jedoch sofort zum Drehmoment bei. Ein Start ohne Sanftanlauf führt hier nur selten zum Ansprechen einer Sicherung. Sanftanlauf wird jedoch auch bei diesen Motoren angewendet, um die Strombelastung von Schaltern zu verringern oder das Drehmoment auf der Antriebswelle oder auf anderen Übertragungselementen – z. B. einer Kupplung – zu begrenzen, so dass sie vor mechanischer Überbeanspruchung geschützt werden. Sanftanlauf kann auch aus Sicherheitsgründen eine entscheidende Rolle spielen, v. a. zur besseren und gefahrloseren Handhabung von mit solchen Motoren ausgerüsteten elektrischen Handgeräten (Bohrmaschine, Winkelschleifer, Handkreissäge), bei Geräten zur Beförderung von Personen (Karussell und Riesenrad auf dem Jahrmarkt) und Gegenständen (Gepäckband am Bahnhof, von dem durch zu ruckartiges Anlaufen u. U. Gepäckstücke herunterfallen würden).
Bei Motoren für Einphasen-Wechselstrom, z. B. große Winkelschleifer und Kreissägen, bei denen relativ lange ein hoher Strom fließt, bis der Motor die Schleifscheibe bzw. das Sägeblatt auf Nenndrehzahl beschleunigt hat, werden oft Einschaltstrombegrenzer benötigt; diese werden in diesem Kontext auch als Anlaufstrombegrenzer bezeichnet und können im Gerät eingebaut sein oder ein eigenes Gehäuse als Zwischenstecker zwischen der Steckdose und dem Netzstecker des Geräts haben.
Asynchronmotoren verursachen sehr hohe Einschaltströme bei zunächst geringem Drehmoment. Kurz vor Erreichen der Nenndrehzahl steigt das Drehmoment jedoch sehr stark an.
In manchen Fällen, wie bei Transportbändern, Kränen und Aufzugsanlagen wird ein sanftes Starten und Halten des Motors gewünscht, um Beschleunigungen zu reduzieren, die z. B. zu Schwingungen oder zum Umfallen von transportierten Gütern führen könnten. Hier werden oft Frequenzumrichter eingesetzt.

### Sanftanlaufschaltungen

Korndörfer-Schaltung

Sanftanlaufschaltung mit TRIACs

Asynchronmotoren werden oft durch Stern-Dreieck-Schaltungen oder mit Frequenzumrichtern gestartet. Für den Sanftanlauf verwendet man die KUSA-Schaltung und die unten beschriebenen Sanftanlaufgeräte. Bei großen Leistungen kommen Schleifringläufermotoren, zum Beispiel historisch mit Flüssigkeitsanlasser zum Einsatz oder Korndörfer-Schaltungen mit Spartransformator.
Staubsauger besitzen oft eine Sanftanlaufschaltung in Form eines Triacstellers mit „soft start“-Verhalten. Dieser kann mit oder ohne einstellbare Leistung ausgeführt sein – oft wird die gleiche Baugruppe verwendet, auch wenn am Gerät kein Leistungsregler vorhanden ist.
Sanftanlauf wird bei Handgeräten oft mit einem „Gasgriff“ (einem im Griffschalter untergebrachten Triacsteller) oder durch eine ebenfalls mit Triac arbeitende Sanftanlaufschaltung ohne Leistungsstellung erreicht.

### Sanftanlaufgeräte
Für große Asynchronmotoren gibt es elektronische Sanftanlaufgeräte. Ein solches Sanftanlaufgerät reduziert beim Einschalten mittels Phasenanschnitt die Spannung und erhöht diese langsam bis zur vollen Netzspannung. Jedoch geht bei Asynchronmotoren bei kleinerer Spannung das Drehmoment des Motors quadratisch zurück, auch ist das Drehmoment bei sehr niedriger Drehzahl gering. Deshalb ist ein derartiger Sanftanlauf nur im lastlosen Zustand oder bei geringer Last möglich. Beim Erreichen der vollen Spannung wird bei manchen Sanftanlaufgeräten die Elektronik mittels Relais bzw. Schütz überbrückt, um die Verlustleistung zu verringern. Sanftanlaufgeräte werden beispielsweise für große Ventilatoren und Maschinen in der Industrie verwendet. Hier ist auch ein Anlaufen mit Nennlast möglich.
Manche Sanftanlaufgeräte haben auch eine Funktion für die langsame Verringerung der Motorspannung beim Ausschalten (Sanftauslauf) oder sind mit elektronischen Bremsgeräten kombiniert, um den Motor rasch zum Stillstand zu bringen. Auch sind Geräte auf dem Markt erhältlich, die während der Auslaufphase des Motors ein Bremsmoment erzeugen können – die Auslaufzeit der Last wird so deutlich verringert (z. B. beim Abbremsen großer Ventilatoren).
Häufig werden Sanftanlaufgeräte auch mit Überlastrelaisfunktion angeboten.
Sanftanlaufgeräte ersetzen oft die früher weit verbreiteten Stern-Dreieck-Schalter, bei denen die Motorspannung in zwei Stufen erhöht wird.

### Frequenzumrichter
Eine andere Methode, bei Asynchronmotoren einen Sanftanlauf zu erreichen, ist die Verwendung eines Frequenzumrichters, mit dem die Drehzahl mit einer programmierbaren Rampenfunktion langsam auf den vollen Wert gesteigert werden kann. Im Gegensatz zur Reduktion der Spannung mit einem Sanftanlaufgerät hat der Motor bei Betrieb mit einem Frequenzumrichter schon bei geringen Drehzahlen ein hohes Drehmoment. Daher kann die Drehzahl ggf. auch sehr langsam gesteigert werden, z. B. um große Trägheitsmomente zu bewältigen. Das Drehmoment darf dabei kurzzeitig auch höhere Werte haben als bei Nennbetrieb, so dass auch Anlauf unter Volllast möglich ist. Das ist wichtig beim Start u. a. von Kompressoren, wenn diese gegen noch vorhandenen Druck anlaufen müssen.
Ein weiterer Vorteil von Frequenzumrichtern ist die Möglichkeit, die Drehzahl des Motors im Betrieb variieren zu können und auch beim Ausschalten je nach Anforderungen die Drehzahl langsam zu senken bzw. den Motor gesteuert abzubremsen.
Außerdem sind moderne Frequenzumrichter oft mit einer Leistungsfaktorkorrektur ausgestattet; im Gegensatz zu Phasenanschnittsteuerungen entstehen dann kaum Oberwellen im Stromnetz.
Elektronische Frequenzumrichter sind wesentlich aufwändiger und daher teurer als Sanftanlaufgeräte mit Phasenanschnittschaltung, werden wegen ihrer Vorteile aber zunehmend eingesetzt.